# Andrew Torgashev
Andrew Torgashev (ur. 29 maja 2001 w Coral Springs) – amerykański łyżwiarz figurowy startujący w konkurencji solistów. Medalista zawodów z cyklu Challenger Series, medalista zawodów z cyklu Junior Grand Prix oraz mistrz Stanów Zjednoczonych juniorów (2015).
Jest synem byłych łyżwiarzy figurowych. Jego pochodząca z Ukrainy matka Iłona Melnyczenko reprezentowała Związek Radziecki w konkurencji par tanecznych i jest mistrzynią świata juniorów 1987, zaś ojciec Artiom Torgaszew startował w parach sportowych i zdobył wicemistrzostwo świata juniorów 1987. Ma siostrę Deannę.

## Osiągnięcia
| Zawody                                | 10–11          | 11–12          | 12–13          | 13–14          | 14–15          | 16–17          | 17–18          | 18–19          | 19–20          | 20–21          | 21–22          | 22–23          | 23–24          |                |                |                |                |
| Międzynarodowe                        | Międzynarodowe | Międzynarodowe | Międzynarodowe | Międzynarodowe | Międzynarodowe | Międzynarodowe | Międzynarodowe | Międzynarodowe | Międzynarodowe | Międzynarodowe | Międzynarodowe | Międzynarodowe | Międzynarodowe | Międzynarodowe | Międzynarodowe | Międzynarodowe | Międzynarodowe |
| ------------------------------------- | -------------- | -------------- | -------------- | -------------- | -------------- | -------------- | -------------- | -------------- | -------------- | -------------- | -------------- | -------------- | -------------- | -------------- | -------------- | -------------- | -------------- |
| Mistrzostwa świata                    |                |                |                |                |                |                |                |                |                |                |                | 21             |                |                |                |                |                |
| Mistrzostwa czterech kontynentów      |                |                |                |                |                |                |                |                |                |                |                |                | 8              |                |                |                |                |
| GP Skate America                      |                |                |                |                |                |                |                |                |                |                |                |                | 7              |                |                |                |                |
| CS Asian Open Trophy                  |                |                |                |                |                |                |                |                | 2              |                |                |                |                |                |                |                |                |
| CS Lombardia Trophy                   |                |                |                |                |                |                |                |                |                |                |                |                | 3              |                |                |                |                |
| CS Tallinn Trophy                     |                |                |                |                |                | 3              |                |                |                |                |                |                |                |                |                |                |                |
| CS Warsaw Cup                         |                |                |                |                |                |                | 6              |                |                |                |                |                |                |                |                |                |                |
| Egna Trophy                           |                |                |                |                |                |                |                | 2              |                |                |                |                |                |                |                |                |                |
| Międzynarodowe: Kategorie młodzieżowe |                |                |                |                |                |                |                |                |                |                |                |                |                |                |                |                |                |
| Mistrzostwa świata juniorów           |                |                |                |                | 10             | 25             |                |                | 8              |                |                |                |                |                |                |                |                |
| JGP Finał                             |                |                |                |                |                |                | 6              | WD             |                |                |                |                |                |                |                |                |                |
| JGP w Białorusi                       |                |                |                |                |                |                | 2              |                |                |                |                |                |                |                |                |                |                |
| JGP w Chorwacji                       |                |                |                |                |                |                |                |                | 4              |                |                |                |                |                |                |                |                |
| JGP w Czechach                        |                |                |                |                | 4              |                |                |                |                |                |                |                |                |                |                |                |                |
| JGP w Estonii                         |                |                |                |                | 5              |                |                |                |                |                |                |                |                |                |                |                |                |
| JGP na Litwie                         |                |                |                |                |                |                |                | 1              |                |                |                |                |                |                |                |                |                |
| JGP na Łotwie                         |                |                |                |                |                |                |                |                | 4              |                |                |                |                |                |                |                |                |
| JGP w Niemczech                       |                |                |                |                |                | 4              |                |                |                |                |                |                |                |                |                |                |                |
| JGP w Rosji                           |                |                |                |                |                | 2              |                |                |                |                |                |                |                |                |                |                |                |
| JGP na Słowacji                       |                |                |                |                |                |                |                | 4              |                |                |                |                |                |                |                |                |                |
| JGP we Włoszech                       |                |                |                |                |                |                | 4              |                |                |                |                |                |                |                |                |                |                |
| Krajowe                               |                |                |                |                |                |                |                |                |                |                |                |                |                |                |                |                |                |
| Mistrzostwa Stanów Zjednoczonych      | 3 V            | 1 V            | 1 I            | 4 N            | 1 J            | 11             | 13             | 7              | 5              | WD             |                | 3              |                |                |                |                |                |